# Кобеньо, Давид
Дави́д Кобе́ньо Игле́сиас (исп. David Cobeño Iglesias; 6 апреля 1982, Мадрид) — испанский футболист, вратарь.

## Карьера
Кобеньо — воспитанник столичного «Райо Вальекано», в сезоне 2004/05 выступал за клуб Сегунды B «Понферрадина». Там его заметили представители клуба «Реал Мадрид», после чего сезон 2005/06 он провёл за его вторую команду в Сегунде.
Выступления в дубле королевского клуба привлекли внимание действующего на тот момент обладателя Кубка УЕФА — «Севильи». Став вторым вратарём в команде (после Андреса Палопа), выиграл Суперкубок УЕФА 2006 года. Когда в марте 2007 года в домашней игре с «Сельтой» Палоп получил травму, Кобеньо заменил его на 5 матчей чемпионата и 3 игры в рамках очередного победного для команды Кубка УЕФА.
На следующий сезон Давид был отдан в аренду новичку лиги — «Альмерии». Начинал сезон он в качестве первого вратаря, но в итоге уступил место в основе бразильцу Диего Алвесу. После этого Кобеньо вернулся в «Райо Вальекано», выступавший в Сегунде.
24 мая 2009 года Кобеньо отметился голом со своей половины поля в ворота «Эльче». По итогам того сезона он разделил с Клаудио Браво Трофей Рикардо Заморы среди вратарей Сегунды.
В сезоне 2010/11 стал вице-чемпионом Сегунды.

## Достижения

### Командные
Как игрока «Севильи»:
- Суперкубок УЕФА:
  - Победитель: 2006
- Кубок УЕФА:
  - Победитель: 2006/07
- Чемпионат Испании:
  - Третье место: 2006/07
- Кубок Испании:
  - Победитель: 2006/07

Как игрока «Райо Вальекано»:
- Сегунда Испании:
  - Второе место: 2010/11 (выход в Примеру)

### Личные
Как игрока «Райо Вальекано»:
- Трофей Рикардо Заморы (Сегунда): 2008/09